# Eysins
Eysins är en ort och  kommun i distriktet Nyon i kantonen Vaud, Schweiz. Kommunen har 1 739 invånare (2023).